# Nederland op het Eurovisiesongfestival 1978
Nederland nam deel aan het Eurovisiesongfestival 1978 in Parijs. Het was de 23ste deelname van het land aan het Eurovisiesongfestival. De NOS was verantwoordelijk voor de Nederlandse bijdrage.

## Selectieprocedure
Het Nationaal Songfestival werd gehouden op 22 februari 1978 in het Congresgebouw in Den Haag en werd gepresenteerd door Willem Duys. Acht liedjes namen deel aan deze nationale finale. De winnaar werd gekozen door 12 regionale jury's, elk van 10 mensen. Elk jurylid mocht 1 punt geven aan hun favoriete lied.
| Volgorde | Artiest            | Lied                    | Punten | Plaats |
| -------- | ------------------ | ----------------------- | ------ | ------ |
| 1        | Barry Duncan       | Duncan                  | 24     | 2      |
| 2        | Harmony            | Bim bam bom             | 19     | 3      |
| 3        | The Internationals | Heel nu en dan          | 7      | 6      |
| 4        | Kimm               | Jaimie                  | 12     | 4      |
| 5        | Barry Duncan       | Rosamunde               | 6      | 7=     |
| 6        | Harmony            | 't Is O.K.              | 36     | 1      |
| 7        | The Internationals | Boem boem boem          | 10     | 5      |
| 8        | Kimm               | Dit is mijn dag vandaag | 6      | 7=     |

## In Parijs
Nederland moest tijdens het Eurovisiesongfestival als elfde aantreden, voorafgegaan door België en gevolgd door Turkije. Op het einde van de puntentelling bleek dat Harmony op de 13de plaats was geëindigd met een totaal van 37 punten. Hiervan waren 12 punten afkomstig van Israël. België had geen punten over voor het Nederlandse lied.

### Gekregen punten
| 12 punten             | 10 punten   | 8 punten              | 7 punten | 6 punten          |
| --------------------- | ----------- | --------------------- | -------- | ----------------- |
| - Israël              |             |                       |          | - Luxemburg       |
| 5 punten              | 4 punten    | 3 punten              | 2 punten | 1 punt            |
| - Denemarken - Italië | - Duitsland | - Verenigd Koninkrijk |          | - Monaco - Zweden |

### Punten gegeven door Nederland
Punten gegeven in de finale:
| 12 punten | Israël              |
| 10 punten | Monaco              |
| 8 punten  | Zwitserland         |
| 7 punten  | Duitsland           |
| 6 punten  | Frankrijk           |
| 5 punten  | België              |
| 4 punten  | Spanje              |
| 3 punten  | Luxemburg           |
| 2 punten  | Verenigd Koninkrijk |
| 1 punt    | Denemarken          |

1956 · 1957 · 1958 · 1959 · 1960 · 1961 · 1962 · 1963 · 1964 · 1965 · 1966 · 1967 · 1968 · 1969 · 1970 · 1971 · 1972 · 1973 · 1974 · 1975 · 1976 · 1977 · 1978 · 1979 · 1980 · 1981 · 1982 · 1983 · 1984 · 1985 · 1986 · 1987 · 1988 · 1989 · 1990 · 1991 · 1992 · 1993 · 1994 · 1995 · 1996 · 1997 · 1998 · 1999 · 2000 · 2001 · 2002 · 2003 · 2004 · 2005 · 2006 · 2007 · 2008 · 2009 · 2010 · 2011 · 2012 · 2013 · 2014 · 2015 · 2016 · 2017 · 2018 · 2019 · 2020 · 2021 · 2022 · 2023 · 2024 · 2025